# Ludvík August, vévoda z Maine
Ludvík August Bourbonský, vévoda z Maine (31. března 1670, zámek Saint-Germain-en-Laye – 14. května 1736, Sceaux) byl legitimizovaný syn francouzského krále Ludvíka XIV. a jeho oficiální milenky Madame de Montespan. Králův oblíbený syn se stal zakladatelem rodové linie Bourbon-Maine, pojmenované po jeho vévodství.

## Seznam vyznamenání
- Legitimizován (Légitimé de France) 20. prosince 1673;
- Vévoda z Maine (1673) a colonel général des Suisses et Grisons 1674;
- Kapitán Švýcarské gardy 3. února 1674;
- Plukovník Régiment d'Infanterie de Turenne 13. srpna 1675;
- Suverénní princ z Dombes a hrabě z Eu 2. února 1681;
- Guvernér Languedocu 29. května 1682;
- Chevalier des Ordres du roi 2. června 1686;
- Général des galères a Generál moří 15. září 1688;
- Maréchal de camp 2. dubna 1690;
- Generálporučík 3. dubna 1692;
- Sňatek s Louise Bénédicte de Bourbon
- Plukovník Régiment des carabiniers de Monsieur 1. listopadu 1693;
- Francouzský pair 1694;
- Grand Maître de l'Artillerie 10. září 1694;
- Prince du sang 29. června 1714;
- Superintendant vzdělání Ludvíka XV. září 1715
- Zbaven hodnosti prince du sang (prince královské krve) regentem Filipem II. Orleánským

## Tituly
- 31. března 1670 – 19. prosince 1673 – Louis Auguste de Bourbon
- 19. prosince 1673 – červen 1714 – Jeho Výsost Louis Auguste de Bourbon, légitimé de France, vévoda z Maine
- červen 1714 – červen 1717 – Jeho Jasnost Louis Auguste de Bourbon, légitimé de France, vévoda z Maine
- červen 1717 – 14. května 1736 – Jeho Výsost Louis Auguste de Bourbon, légitimé de France, vévoda z Maine